# 내 이름은 마야 (영화)
《내 이름은 마야》는 1981년에 개봉한 대한민국의 영화이다.

## 캐스팅
- 강주희 : 마야 역
- 이승현 : 현수 역
- 곽은경
- 최효신
- 최윤석
- 최희정
- 홍승일
- 김수전
- 홍윤정
- 전숙
- 문태선
- 안진수
- 박예숙